# Kína gazdasága

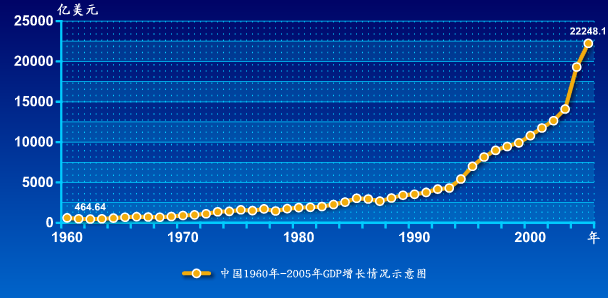
Kína GDP-je (1952-2005)

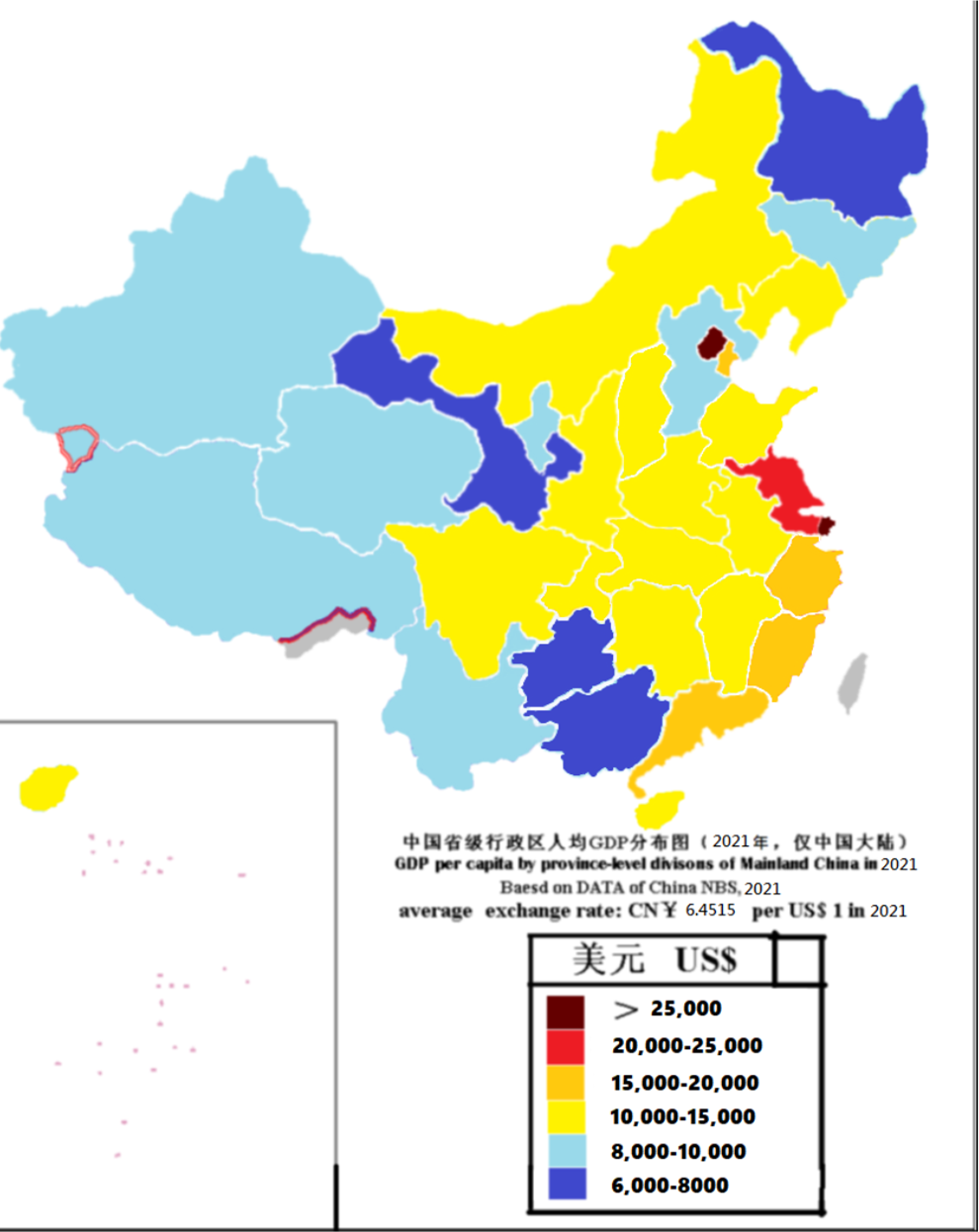
A különböző területek hozzájárulása a GDP-hez Kíbána 2021-ben

Az 1973-as és 1979-es olajválság idején, 1978-ban Kína szakított a szovjet tervgazdálkodás modelljével, és a politikai berendezkedés megtartásával fokozatosan a piacgazdaságra váltott, amelyben a profitorientált termelés és az autokratikus gazdaságpolitika együttműködik. A fokozatos gazdasági reformok és a piacnyitás következtében Kína hihetetlen mértékű fejlődést produkált az 1980-as, 1990-es évek során, majd a 2000-es években is. 
A GDP növekedése 2007-ben 11% körül volt. 2011-ben már Kína az Amerikai Egyesült Államok után a világ második legnagyobb gazdasága lett. Gazdasági növekedésének üteme huzamosabb ideig meghaladta az évi 10%-ot. Az USA mellett gazdaságilag részben kölcsönös függésben áll az Európai Unióval, annak is vezető gazdasági nagyhatalmával, Németországgal.
Az Nemzetközi Valutaalap adatai alapján 2014-ben Kína nemzeti össztermékének reálértéke 17,6 ezer milliárd dollár volt, míg az Amerikai Egyesült Államoké 17,4 ezer milliárd dollárt tett ki. Gazdasági fejlettségben megközelítette az Egyesült Államokat.

## Gazdaságpolitika alakulása

### Agrárreform
Teng Hszio-ping (Deng Xiaoping) a gazdaság megreformálását az agráriumnál kezdte. Az 1970-es évek kollektivizált földjein a termelés stagnált, a vidéki életszínvonal jóval elmaradt a várositól. Az új kommunista vezetés célja a falusi lakosságnak a termelésben érdekeltté tétele volt. Ennek első lépéseként 1979-ben 20%-kal, a következő két évben további 13%-kal növelték a termény felvásárlási árakat.
Egyes szegényebb régiókban a helyi hatóságok kísérleti jelleggel magánszemélyeknek adtak ki földeket, rájuk bízva a termelés és az eladás megszervezését. A földek kiadása 1982-től általánossá vált, megjelent a tartós bérlet fogalma. A reform előtt a termőterületek mintegy 5%-a volt családi birtok, az új lehetőségek ezeknek a gazdaságoknak kedveztek. A bérbe vehető földekkel növelt területek komoly gazdaságokká alakulhattak, és a piac bővülésével párhuzamosan egyre nőtt a termelés, egyre több pénz halmozódott fel vidéken.
Az agrárreform kiemelkedően pozitív hatása a termény mennyiségében mutatkozott. 1985-re a megtermelt mennyiség a legtöbb mezőgazdasági termék esetében a duplájára nőtt 1978-hoz képest. Így jelentős mennyiségű többletpénz juthatott vidékre, ami az ottani életszínvonal növekedését is jelentette. Viszont nagy fokú anyagi különbségek keletkeztek a vidéki lakosság körében, megjelent az állástalanság fogalma, és a minél nagyobb terményhozam érdekében megindult a földek kihasználása is.

### Vidéki ipari fellendülés
Az 1950-es – 1960-as évek iparosítása során a városokban épült új gyárak lehetetlenné tették a falusi ipar működését, így az nagymértékben visszaesett. Az 1970-es évektől kezdve a hatóságok egyre nagyobb hangsúlyt fektettek a szövetkezeti tulajdonú gyárak fellendülésére. Az ekkor pártolt öt vidéki iparág a vas-, a cement- és a műtrágyagyártás, mezőgazdasági gépek készítése és a vízenergia hasznosítása volt.
Az 1980-as évek közepén az agrárreformon meggazdagodott parasztság egy része is a falusi ipar újjáélesztésében látott befektetési lehetőséget. A nagyon olcsó munkaerőre alapozva rengeteg textilipari üzem létesült. Azóta a vidéki ipar már a könnyűipar minden ágában jelen van, az ország ipari termelésének 25%-át adja.
A vidéki ipar mindössze 5%-a van magántulajdonban, nagyrészt a kollektív tulajdon a meghatározó. Jellemzője, hogy a bérek nagyon alacsonyak, a munkakörülmények elfogadhatatlanok, alapvető munkabiztonsági előírásokra sem ügyelnek, sőt még mindig jellemző a gyerekek foglalkoztatása is.

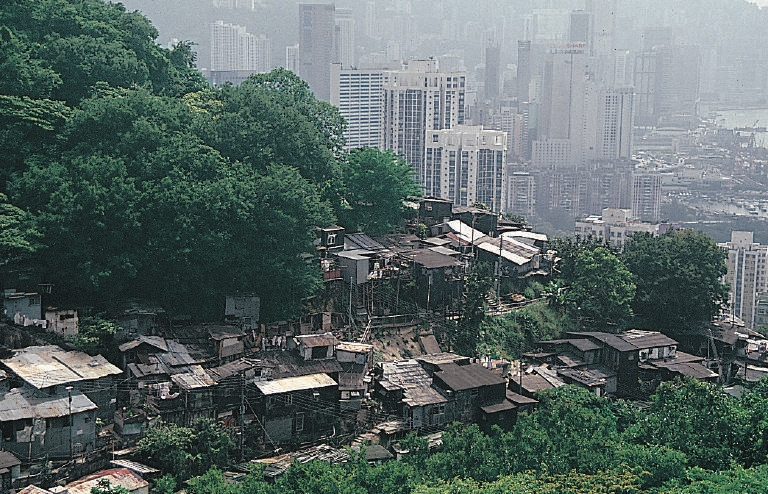
Nyomornegyed Hongkongban az 1980-as években

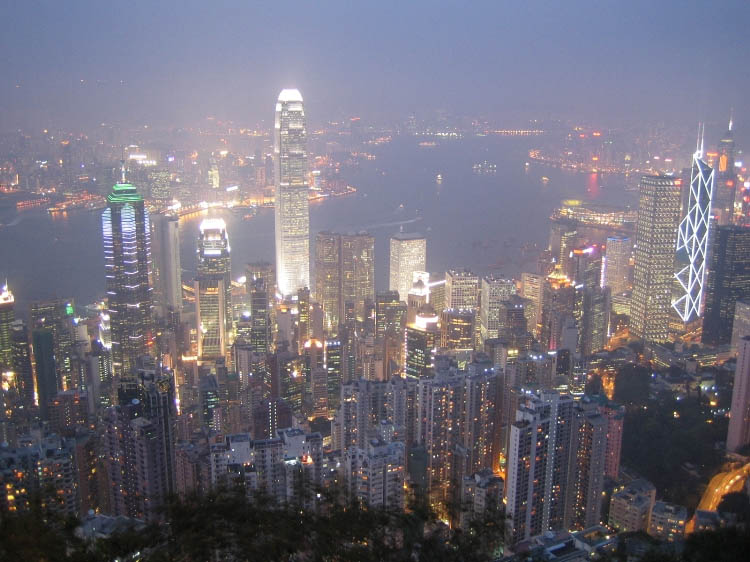
Hongkong

### Állami szektor reformja
Az óriási ütemben gyarapodó magángazdaság mellett Kína termelésének egy nagy részét továbbra is az állami vállalatok adják, ahol nemhogy fejlődésről, de inkább hanyatlásról lehet beszélni. A kínai állami vállalatok nagy többsége nem alkalmazkodott a piaci versenyhez, túl sok embert foglalkoztatnak, elavult technikával dolgoznak, és jelentős veszteséget termelnek.
Megoldást jelentene a vállalatok átalakítása, privatizációja. Ám ez a már megindult folyamat eddig nem sok pozitívumot mutat, leginkább azért, mert a kínai állam az átstrukturálással keveset foglalkozva bocsátja a befektetők elé a cégeket, akik természetesen minimális áron vásárolják fel azokat, ha egyáltalán felvásárolják.
Egyelőre Kína esetében nem lehet olyan jelentős privatizációs bevételekről beszélni, mint Kelet-Közép-Európa államaiban, mivel erre az ország gazdaságpolitikájában eddig nem nagy súlyt fektettek. A jövőben azonban a fejlődés megtartása érdekében feltétlen szükséges lesz az állami szektor átalakítása, amely azonban a szükséges elbocsátások miatt egyet jelent az amúgy is feszült szociális helyzet továbbromlásával.

### Árreform
A tervgazdaság idejében a kínai árakat központilag szabályozták. Az első lépés, az agrárreform is a szabad árak bevezetése miatt jöhetett létre. Azóta a kínai kormány fokozatosan törli el a korábbi szabott árakat, és veszi át a piac által diktált árakat. Az áttérés során alkalmazott kettős árrendszer – amikor az érvényben lévő állami árak mellett már a piac is ármeghatározó – igen nagymértékben tudja torzítani a piacot.

## 2000-től napjainkig
A gazdasági válság Kínát kevésbé viselte meg, elsőnek kezdett kilábalni a válságból. A 2010-es év első negyedévében 11,9 százalékkal bővült a kínai GDP.
2009. január 14-én a Világbank megerősítette az NBS publikált a módosított adatokat, mely szerint a 2007-es évre bontva a gazdasági növekedés tekintetében a 11,9%-os növekedés helyett 13%-os növekedés történt. Kína GDP-je 3.4 trillió amerikai dolláron állt, mialatt Németország GDP-je 3.4 trillió amerikai dollár volt. Ezzel Kína a világ harmadik legnagyobb gazdaságává lépett elő – Németországot megelőzve – a GDP tekintetében.
Ezen a számításokon alapulva, 2007-ben Kína a leggyorsabb növekedését produkálta 1994 óta, a 13,1%-os GDP növekedéssel. Kína lehet, hogy már korábban megelőzte Németországot Kína információs gazdasága (beleértve a szürke- és a fekete gazdaságot) nagyobb, mint Németországé. Pekingi Világbank kínai irodájának Louis Kuijs közgazdásza állította, hogy Kína gazdasága lehet, hogy 15%-kal nagyobb, mint Németországé. A Merrill Lynch kínai közgazdásza, Ting Lu szerint, Kína lehagyja Japánt "három vagy négy éven" belül.
Kína gazdasága 2014-ben már csak éves szinten 7 százalékkal növekszik, amely elmarad a korábbi évek nagyobb mértékű növekedési pályájától. 2014 óta fokozatosan csökken a gazdasági növekedés mértéke, a koronavírus-világjárvány első éve előtti utolsó évben már csak 5,9% volt a gazdasági növekedés mértéke, ami rekord alacsonynak számít nem válságos évben.

Sanghaj Yangshan kikötője, a világ legnagyobb árukikötője

## Gazdasági problémák
A kínai gazdaság túlfűtött gazdasági növekedése következményeként jelentős károk, torzulások keletkezhetnek, amelyet a kínai államnak minél előbb orvosolni kellene.

### Egyenlőtlen fejlődés, szegénység
Az új gazdasági rendszer alig fordít figyelmet a szociális helyzetre. Ennek fényében a társadalmon belüli különbségek egyre nőnek. Miközben a befektetéseken sokat profitáló vállalkozók, illetve a korrupción meggazdagodó állami hivatalnokok óriási vagyonokat gyűjtöttek és gyűjtenek össze, a másik véglet, a szegények száma is fokozatosan nő. A szegények elsősorban a bezárt gyárak volt dolgozói, a vidéken élő földnélküli parasztság, vagy a nyugdíjasok, akik az államtól szinte semmi pénzbeli juttatást nem kapnak, csak a személyes vagy családi kötelékeken függnek.
Általánosságban elmondható a vidék és a városok egyenlőtlen fejlődése is, mivel vidéken és az elmaradott régiókban az életszínvonal stagnál, vagy csökken, mialatt a városokban ugrásszerűen növekszik.

### Korrupció
A kínai gazdaságot beárnyékoló másik tényező a korrupció, amely a hivatalok minden szintjén óriási mértéket ölt. Bár látszólag az állam megpróbál ellene fellépni, a sokszor kivégzéssel végződő precedensek kivételével lényegében semmilyen jel nem utal arra, hogy a hatóságok érdekeltek lennének a folyamat megállításában.

## Mezőgazdaság

### Mezőgazdasági adatok
Kínában a megművelhető terület 94.97 millió hektár, amely területének 9.8 és a világ összes szántóföldterületének 7%-a (jelentős mértékű rossz minőségű talajjal). A mezőgazdaság foglalkoztatja a kínai munkaerőpiac legnagyobb részét, ugyanis az 1,4 milliárdos népességből közel 900 millió főt tesznek ki a farmerek. Mezőgazdasági termelés főként Kína délkeleti, északi és északkeleti részén folyik, ahol a síkságok és a folyóvölgyek találhatóak. A farmerek legnagyobb része kisbirtokokon műveli a földet, de nagyobb gazdaságok is jellemzőek az országra. Ez utóbbiak hivatottak elsősorban a termelés további növelésére műtrágyázás és technikai újítások alkalmazásával. Alapvetően jellemzi Kínát a földek nagy fokú kihasználtsága, melynek következtében a talaj termelékenysége a jövőben csökkenhet. A mezőgazdasági kibocsátás a GDP 16%-át és az export 4,9%-át teszi ki.

### Főbb termények, termelési övezetek
Kína világelső több mezőgazdasági termék előállításában, így rizs-, burgonya-, köles-, földmogyoró-, árpa- és teatermesztésben, valamint még a sertéstenyésztésben sincs vetélytársa. Az összes termény kibocsátása körülbelül 500 millió tonna évente (1949-ben 113.18 millió tonna volt). A Jangce folyó völgye és Dél-Kína rizstermelése az összes termelés két ötödét teszi ki. A búza -amelyet az Észak-Kínai Síkságon termesztenek- az összes gabonatermés ötödét adja, a kukorica pedig negyedét. A nemzetközi zöldség és gyümölcs piacon Kína egyelőre még nem potenciális versenytárs (a zöldség- és gyümölcstermés mindössze 1%-át exportálja), azonban a világ legnagyobb termelője. Jelenleg a gyümölcstermelés körülbelül 62 millió tonna, a zöldségtermelés 405 millió tonna évente (2001-es statisztika szerint). A változatos éghajlat sokféle gyümölcs termesztését teszi lehetővé. Délen a trópusi klíma előnyös a banánfélék, citrusfélék és más trópusi növények termesztéséhez. Északon (Shangdong félszigettől északra) a lombhullató gyümölcsök, alma, szőlő (Részletesen:Kína szőlőtermesztése és borászata) és melegházas zöldségek dominálnak. A termelés szempontjából kulcsfontosságú területek: keleten Shangdong, délen Guangdong.

### Fejlődés és fejlesztési programok 1949-óta
Az elmúlt fél évszázadban a zöldség és gyümölcs szektor kevesebb kormányzati támogatást élvezett – jobbára csak az 1980-as évektől kezdődően-, mint más mezőgazdasági szektorok. 1949-ben a mezőgazdasági termelők főleg önellátó kistermelők voltak, akik vagy saját földtulajdonnal rendelkeztek vagy a helyi földesúrtól bérelték azt. 1958-ra a legtöbb kis méretű magángazdaságot termelőszövetkezetekbe, kommunákba szervezték. Ennek is okaként, 1978 előtt Kína a világ legszegényebb országai közé tartozott, népességének 60%-a élt létminimum alatt. Ennek elhárítására intézkedésekbe kezdtek, decentralizálták a központi döntéshozatalt, a kormány az urbanizáció felgyorsítása és ellenőrzése, a tervgazdaság piacgazdaságra történő felcserélése, valamint az államhatalmi szervezetek és a gazdasági szervezetek közötti összefonódások megszüntetése mellett döntött. Ezt követte 1985-ben egy második reform, amely eltörölte a beszerzés és a mezőgazdasági termékek forgalomba hozatalának állami monopóliumát is. Az új rendszer rugalmasabb volt, lehetővé tette a kistermelők számára a termények nyílt piacon történő értékesítését, bevezette a szerződések alapján történő beszerzést és a „föld-szerződés rendszert” (szerződés az egyének és a falvak között, amely utóbbiak kollektív földtulajdonosok). A mezőgazdasági kibocsátás jelentős növekedésbe kezdett és a külföldi befektetések száma is emelkedett. 1978-tól 1997-ig a mezőgazdasági növekedés évi 6% körül, az ipari növekedés pedig évi 8% felett volt. Az államilag ösztönzött „Zöldséges Kosár Program” 1988-ban kezdődött, amely termelő bázisokat hozott létre a külvárosok környékén és számos más helyen az országban, hogy a termőföld és az éghajlat előnyeit hasznosítsák. Ezek a területek speciális beruházási alapokból folyamatosan kapnak forrásokat a központi kormányzattól, ezzel is segítve az új technológiák helyi földművelők felé továbbítását. A kormányzat a termékek délről északra történő mozgatására a termelőbázisokon szállítási rendszereket fejlesztett ki és kialakította a nagybani piacok hálózatát (több mint 4000 országszerte), amely megnöveli a parasztok esélyeit a készpénzhez jutáshoz. Az ágazati felosztás szempontjából a mezőgazdaság aránya szemmel láthatóan csökkent (míg fejlettsége nőtt), az ipar és a szolgáltatás aránya emelkedett. 21 év alatt az egy főre jutó nettó jövedelem a földművelők körében tizenhatszorosára emelkedett...

## Ipar
Az ipar, amely Kína GDP-jének mintegy felét adja, az ország legfejlődőképesebb ágazata. Mind a nehéz-, mind a könnyűipar fontos Kínában, de a szakképzettséget igénylő iparágak is terjedőfélben vannak az országban. Prognózisok szerint, a jövőben az autóipar nagy fokú bővülése várható, ami csak tovább fokozza Kína így is óriási környezetszennyezését. Amelynek egyik oka, hogy Kínában sok területen máshol már betiltott vegyszereket is alkalmaznak, és ez a környezeti problémák mellett a rákos megbetegedések számát is növeli.

## Pénzgazdálkodás
Kína hivatalos pénzneme a renminbi, közkeletűbb nevén a jüan (= 10 jiao = 100 fen).
A renminbi árfolyamát 1994-től informálisan az amerikai dollár árfolyamához kötik. Ez a gazdaságpolitika Kína számára feltétlen előnyös, azonban a nemzetközi megítélése kettős. Az 1998-as ázsiai gazdasági válság során nagy szolgálatot tett a rendszer, mivel nem engedte Kína meggyengülését. Ám mostanság főleg az Amerikai Egyesült Államok egyre többször támadja a kötött árfolyamrendszert, mivel a dollár – és így a renminbi – gyengülésével, a Kína gazdasága még versenyképesebb lett az Amerikai Egyesült Államokéval szemben.
Az Amerikai Egyesült Államok a G7 és az Európai Unió támogatásával nyomást gyakorolt Kínára a renminbi árfolyamának növelése érdekében, hogy az import növekedjen, az export pedig csökkenjen. Kínában azonban tartják magukat a kötött vagy csúszó árfolyamhoz, mivel félnek a szabad árfolyam esetén fellépő spekulációktól. Kisebb módosítást azonban tervez a Kínai Nemzeti Bank azáltal, hogy a jüan árfolyamát már nemcsak az amerikai dollárhoz, hanem egy a dollárból, euróból és japán jenből álló kosárhoz kívánják majd kötni.
Kínát több támadás is éri, mivel valutája nem kivihető az országból, így rákényszerítve a külföldi turistákat, befektetőket, hogy ők vigyék oda külföldi valutájukat, amit külföldi államkötvényekbe fektethet be a kínai állam így még nagyobb befolyást szerezve a nemzetközi gazdaságban. Másrészt a rendszer hátulütőjeként terepet biztosít a feketegazdaságnak.
A kínai valuta nemzetközileg konvertibilissé tétele, amely egyelőre csak a távlati célok között szerepel, alapvetően megosztja a nem kínai piaci résztvevőket. Míg a könnyűipar a lépéstől a jüan felértékelődését várva a konvertibilitás elérése mellett kardoskodnak, addig az olcsó kínai munkaerőre és termékekre építő számítástechnikai és kereskedelmi cég érdeke a mostani rendszer megtartása.

## Tulajdonviszonyok
A tervgazdaságban a termelés nagy részét az állami (illetve kollektív tulajdonú) vállalatok adták, jelentőségük még mindig nagy, de folyamatosan mérséklődik, mivel ez a legkevésbé fejlődésképes szektor. A fenntartásuk legtöbbször veszteséges, sokszor teljesen átláthatatlan tulajdoni rendszerrel bírnak (szép számmal előfordulnak olyan esetek, hogy eredetileg állami vállalatok egymás tulajdonát képezik, így elhárítva a tényleges felelősség kérdését). Megoldás lehetne a vállalatok privatizációja, de eddig a kínai kormány nem tett komolyabb erre irányuló lépést.
A kínai állam támogatja a magánvállalatokat, egyrészt mivel így próbálja orvosolni a munkanélküliséget, másrészt felismerte, hogy az állami szolgáltatások rendkívül hiányosak, ennek pótlását próbálja ezekkel a cégekkel megoldani. Magánvállalatok így elsősorban a szolgáltatási szektorban működnek: a szállodai szolgáltatások, éttermek, autószervizek, fodrászatok, taxi- és autóbusztársaságok többségére már ez a tulajdoni forma jellemző.
Kiemelkedő jelentőségűek (a gazdasági fellendülés hajtómotorjai) a külföldi (elsősorban hongkongi, japán, majd amerikai és nyugat-európai) tulajdonú vállalatok is, illetve a kevert tulajdon is jellemző.
Mindazonáltal Kínában még mindig tapasztalható, hogy a tulajdonviszonyokat nem tartják tiszteletben, és sokszor a hatóságok lehetetlenné teszik a külföldi és magáncégek működését.

## Külkereskedelem, külföldi beruházások
| Export (2004) | Export (2004)                                                                                                 |
| ------------- | --- |
| Összforgalom  | 580 milliárd USD                                                                                              |
| Termékek      | gépek és berendezések, műanyag, optikai és gyógyászati eszközök, vas és acél                                  |
| Partnerek     | Amerikai Egyesült Államok 21,1%, Hong Kong 17,4%, Japán 13,6%, Dél-Korea 4,6%, Németország 4%                 |
| Import (2004) | |
| Összforgalom  | 550 milliárd USD                                                                                              |
| Termékek      | gépek és berendezések, optikai és gyógyászati eszközök, vas és acél, szerves vegyi áruk, feketekőszén, kőolaj |
| Partnerek     | Japán 18%, Tajvan 11,9%, Dél-Korea 10,4%, Amerikai Egyesült Államok 8,2%, Németország 5,9%                    |

Kína külkereskedelme folyamatosan bővül, 2004-ben meghaladta az 1000 milliárd amerikai dollárt az összes külkereskedelmi forgalma. A Kínai Népköztársaság 2001-es WTO-hoz való csatlakozása óta a külföldi termékek áramlása jóval szabadabb lett. Már bármilyen magánszemély folytathat az ország határain túl nyúló kereskedelmet, ellentétben a korábbi gyakorlattal, amikor ezt csak az állami külkereskedelmi vállalatok folytathatták.
A kínai vámstatisztikák szerint a 2007. évi első félévi külkereskedelmi adatok a következőképpen alakultak:
Az összforgalom elérte a 981 Mrd USD-t, (előző év hasonló időszakához képest +23,3%) ebből az export értéke 546,7 Mrd USD-t, (+27,6%) az import 434,2 Mrd USD-t (+18,2%) tett ki. 
Becslések szerint a 2007. évi külkereskedelem összvolumene 2100 Mrd USD lesz.
Az első három kereskedelmi partner továbbra is az EU, az USA és Japán. Az EU- Kína kereskedelem összvolumene 158,4 Mrd USD-t (+27,3%), az USA-Kína kereskedelem összvolumene 140,6 Mrd USD-t
(+17,4%), a japán-kínai volument 110 Mrd USD (+14,5%).
A diverzifikálási törekvések nyomán az első három külkereskedelmi partner mellett fontos szerep jut Oroszország, India, Dél-Korea, az ASEAN, az afrikai és a latin- amerikai országoknak is; fentiek részesedése a kínai külkereskedelemből a tavalyi év hasonló időszakának 21%-áról 24%-ra nőtt. Külön kiemelendő, hogy az Oroszországba irányuló kivitel 71,9%-kal, az Indiába irányuló
pedig 64%-kal emelkedett.
Kína tagja az APEC-nek, ami egyes termékek szabad kereskedelmét teszi lehetővé.

## Hongkong és Makaó
Részletesebben: Hongkong gazdasága, Makaó gazdasága
Hongkong és Makaó alkalmazkodva az egy ország – két rendszer elvéhez 1997-es és 1999-es Kínához történő csatlakozásuk óta független gazdasági egységnek számítanak, ahol piacgazdaság működik. A WTO-nak is önálló tagjai.

## Legnagyobb kínai vállalatok
| Név                                            | Szektor          | Forgalom (milliárd €) |
| ---------------------------------------------- | ---------------- | --------------------- |
| Sinopec                                        | olaj             | 39,3                  |
| Petrochina                                     | olaj             | 30,4                  |
| Cnooc (Chinese national off-shore oil company) | olaj             | 16;5                  |
| Baosteel                                       | acél             | 10,8                  |
| Lenovo                                         | informatika      | 9,2                   |
| Saic (Shanghai Automotive)                     | jármű            | 9,0                   |
| Haier                                          | háztartási gépek | 8,0                   |
| Huawei                                         | telekommunikáció | 3,8                   |
| TCC                                            | elektronika      | 2,6                   |
| Chalco                                         | alumínium        | 2,2                   |

- Baosteel